# Otto Albert Tichý
Otto Albert Tichý (* 14. August 1890 in Martínkov; † 21. Oktober 1973 in Prag) war ein tschechischer Komponist und Kirchenmusiker.

## Leben
Otto Albert Tichý besuchte in Brünn das Gymnasium und studierte danach Prag bei Vítězslav Novák Komposition. 1919 setzte er seine Studien in Paris bei Vincent d’Indy fort. Er studierte dort Komposition, Gregorianischen Choral und Orgel. Nach seinem Studienabschluss nahm er 1926 das Angebot an, in Lausanne als Organist und Chorleiter an der Kathedrale Notre Dame und als Lehrer am Gymnasium der Dominikaner zu wirken. 1936 kehrte er in seine Heimat zurück und wurde Kapellmeister am Prager Veitsdom. Zusammen mit dem Dirigenten Miroslav Venhoda gründete er außerdem in Prag die „Schola Cantorum“, eine private Musikschule mit Internat.
Nach dem Zweiten Weltkrieg wurde Tichý Professor unter anderem für Orgel, Chorleitung und Gregorianischen Choral am Prager Konservatorium und wenig später wurde er eingeladen, an der Prager Musikakademie zu wirken. Nach der kommunistischen Machtergreifung 1948 wurde er jedoch von dort verwiesen, seine Tätigkeit war von den neuen Machthabern unerwünscht. Am Prager Konservatorium wurde er aber weiter respektiert, vor allem wegen seiner vielseitigen Bildung. Erst mit 75 Jahren quittierte Tichý seine Lehrertätigkeit am Konservatorium und ein Jahr später auch sein Amt an der Sankt-Veits-Kathedrale. Tichý starb 1973 im Alter von 83 Jahren während eines sonntäglichen Gottesdienstbesuchs im Prager Veitsdom.

## Werk
Otto Albert Tichý komponierte vor allem Kirchenmusik und fühlte sich dabei der Stilrichtung des Cäcilianismus verpflichtet.
Noch vor seinem Tod konnte er seine große Kantate Rodné zemi (Kantate für das Vaterland) vollenden.
Tichy übersetzte zudem religiös-philosophische Bücher.
Weder seine Kompositionen noch seine Übersetzungen hatten jedoch unter den Kommunisten eine Chance, im Druck zu erscheinen.